# Naoya Shibamura
Naoya Shibamura (japanisch 柴村 直弥 Shibamura Naoya; * 11. September 1982 in der Präfektur Hiroshima) ist ein japanischer Fußballspieler.

## Karriere
Shibamura erlernte das Fußballspielen in der Universitätsmannschaft der Chūō-Universität. Seinen ersten Vertrag unterschrieb er 2005 bei Albirex Niigata (Singapur). 2007 wechselte er zum Zweitligisten Avispa Fukuoka. Für den Verein absolvierte er sechs Ligaspiele. 2008 wechselte er zum Ligakonkurrenten Tokushima Vortis. Für den Verein absolvierte er 18 Ligaspiele. Danach spielte er bei Gainare Tottori und Fujieda MYFC.